# Conus patricius
Conus patricius är en snäckart som beskrevs av Hinds 1843. Conus patricius ingår i släktet Conus och familjen kägelsnäckor. Inga underarter finns listade i Catalogue of Life.

## Bildgalleri

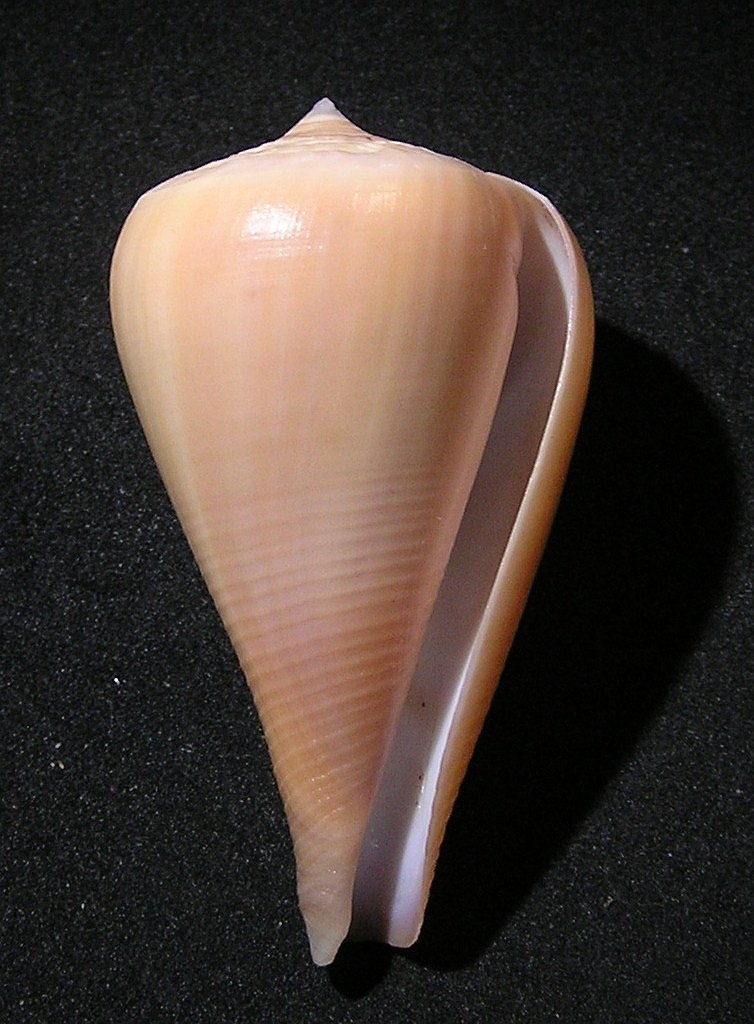
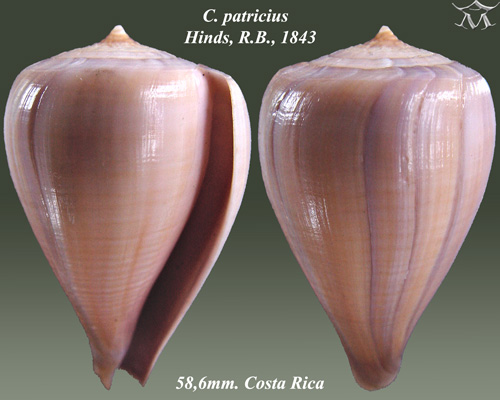
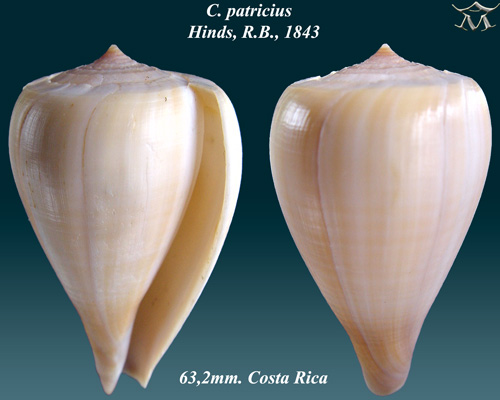